# 八道沟镇 (长白县)
八道沟镇，是中华人民共和国吉林省白山市长白朝鲜族自治县下辖的一个乡镇级行政单位。

## 行政区划
八道沟镇下辖以下地区：
合兴社区、北兴社区、东兴村、新兴村、西兴村、葫芦套村、胜利村、新开沟村、不大远村、西大坡村、马鞍山村、北兴村、蛤蟆川村、小蛤蟆川村、九道沟村、十一道沟村、南川村和金厂村。